# Volker Manow
Volker Manow (* 1961) ist ein deutscher Politiker. Er war von 2009 bis 2016 parteiloser Bürgermeister der Stadt Geesthacht.

## Leben
Manow erlangte sein Abitur in Hamburg und leistete seinen Wehrdienst bei der Marine ab. Es folgte das Studium der Rechtswissenschaften in Hamburg und im Anschluss eine Tätigkeit in der Bundeswehrverwaltung. 1992 wechselte er zur Lüneburger Bezirksregierung.
Der promovierte Verwaltungsjurist Manow wurde 1999 bereits Erster Stadtrat in Geesthacht und übernahm nach dem Tode des früheren Bürgermeisters Ingo Fokken zunächst kommissarisch die Amtsgeschäfte, bevor er im Dezember 2009 mit Unterstützung aller Fraktionen zum Bürgermeister gewählt wurde. Für Kritik sorgte, dass lediglich ein weiterer Kandidat zur Wahl antrat, der ebenfalls parteilose Busfahrer und Buchautor Konstantin Winkler. Die Wahlbeteiligung war mit lediglich 30,3 % besonders niedrig.
Obwohl seine Wahlperiode 6 Jahre beträgt, bewarb er sich im Januar 2013 für das Amt des Landrats im Kreis Steinburg, was eine Aufgabe des Bürgermeisteramtes erfordert hätte. Die Kandidatur blieb jedoch erfolglos. Zur Bürgermeisterwahl im Dezember 2015 trat Manow nicht mehr an. Zum Nachfolger wurde Olaf Schulze (SPD) gewählt.